# La signora Dalloway
La signora Dalloway (titolo orig. Mrs Dalloway) è un romanzo di Virginia Woolf pubblicato il 14 maggio 1925. Racconta un giorno nella vita di Clarissa Dalloway, una donna inglese dell'alta società che vive a Londra nel primo Dopoguerra mondiale. È considerato uno dei suoi migliori romanzi.
Il titolo provvisorio del manoscritto era Le ore (orig. The Hours). Il romanzo ha origine da due racconti: "Mrs Dalloway in Bond Street" e l'incompiuto "The Prime Minister". Nell'autunno del 1922, la Woolf iniziò a pensare al racconto "La signora Dalloway" come il primo capitolo del suo nuovo romanzo, e completò il manoscritto nel tardo autunno del 1924.
Nel romanzo si descrivono i preparativi di Clarissa per una festa che lei ospiterà la sera. Con una prospettiva interiore, la storia viaggia in avanti e indietro nel tempo e nella mente dei suoi personaggi per completare l'immagine della vita di Clarissa e della struttura sociale della società britannica tra le due guerre mondiali. Su un altro piano di lettura, affronta la natura del tempo nell'esperienza personale attraverso molteplici storie intrecciate.

## Trama
Il romanzo narra la giornata della signora Dalloway e di altri personaggi che, a turno, si trovano sia sullo sfondo che in primo piano.
La storia inizia alle 10 del mattino di un mercoledì del giugno 1923, quando Clarissa Dalloway, una ricca signora cinquantunenne, si dirige a Bond Street per comprare dei fiori per una festa elegante che sta organizzando per la sera stessa a casa sua. Passeggiando per le strade di Londra è presa da ricordi della sua vecchia vita a Bourton, quando, in compagnia della vecchia zia e di tanti suoi amici, trascorreva le giornate in perfetta armonia.
Mentre entra in un negozio di fiori, una macchina passa rumorosamente per la strada di fronte al negozio. Incuriosita, Clarissa guarda verso la strada e intravede Septimus Smith, un reduce della prima guerra mondiale, e sua moglie Lucrezia mentre stanno camminando. L'uomo soffre di disturbi mentali poiché durante la guerra ha visto il suo migliore amico Evans morire di fronte a lui; per questo motivo è costretto dalla moglie a fare delle sedute con lo psichiatra William Bradshaw.
Clarissa torna a casa dopo aver comprato i fiori, e riceve la visita inaspettata di Peter Walsh (trasferitosi da diversi anni in India), suo corteggiatore, che aveva rifiutato per Richard Dalloway (più ricco e di buone maniere). Dopo questa visita, l'uomo si dirige verso Regent's Park, dove vede Lucrezia e Septimus mentre vanno dallo psichiatra per una seduta che condurrà quest'ultimo a essere rinchiuso in una clinica. Perciò Septimus, alle sei di sera, si getta dalla finestra di fronte agli occhi della moglie.
Qualche ora dopo inizia la festa di Clarissa. La famiglia dello psichiatra William Bradshaw arriva in ritardo, portando alla donna la notizia della morte di Septimus. Nonostante Clarissa non conoscesse quest'ultimo, prova un forte senso di inquietudine, una forte connessione col suicida.

## Stile narrativo
Woolf fa uso della tecnica del monologo interiore, i moments of being, per descrivere lo scenario. Un determinato oggetto contiene in sé il mistero di un qualsivoglia ricordo disperso nei meandri dell'inconscio. In questo modo la teoria di Marcel Proust riguardo al potenziale magico che contengono in sé oggetti e situazioni, trova un nobile specchio nelle intenzioni di Woolf di esplicare al meglio la pratica dell'asserzione.
Così il movimento ondeggiante di una foglia in uno dei tanti parchi londinesi può ricordare a Clarissa la passione per la danza o le lunghe cavalcate a Bourton, e l'incontro mattutino con Hugh Withbread porta a bussare alla mente di Clarissa diversi ricordi riguardanti la sua giovinezza come quello della figura di Peter Walsh. Il pensiero di quest'ultimo l'accompagna quasi ogni giorno: per le strade mentre passeggia, a una delle tante feste che organizza la sera in casa (e pensa quanto Peter la giudicherebbe ridicola se solo la vedesse).
Questo sottile gioco della Woolf - un flusso eterno di ricordi e realtà, passeggiata, ricordi e considerazioni, se, possibilità, domande, risposte, impossibilità della risposta - porta il romanzo a sfornare un flusso continuo di informazioni già dall'inizio.
Woolf presenta tutta la sua società, quella borghese spicciola, la parte viscida di Londra, e quella nobile e reale a cui tende tutta la civiltà, i sobborghi poveri - quasi tralasciati, sullo sfondo - la gente infima, i colti, i belli e quelli brutti, orrendi e emarginati dalla società.
Perché l'Inghilterra in fondo è snob, come Clarissa. Perché quest'ultima incarna in tutto e per tutto la società britannica d'inizio Novecento, tutti i difetti e pregi, e sono i suoi stessi amici e ammiratori ad accorgersi e a mal sopportare l'atteggiamento snob della stessa. Peter sa perfettamente che Clarissa è snob, ma ciò nonostante non riesce a smettere di amarla. E così pure Sally Seton sopporta le bizze dell'amica. Quello che provano i due è una sorta di amore patriottico inconscio verso l'Inghilterra, i suoi vizi e le sue creature.
Clarissa è il perfetto prodotto dell'alta società inglese d'altrosecolo e Peter è costretto a fuggirne, a tentare la fortuna nell'altrettanto britannica India (se l'Inghilterra è nobile e accoglie i nobili, l'India è la colonia povera che accoglie i "mercanti" in cerca di fortuna). Ma egli sa, in cuor suo, che fuggire dalla patria e dai prodotti sociali che tanto afferma di odiare della sua Inghilterra, è perfettamente inutile.
D'altro canto, la stessa Clarissa porta in sé una venatura di mistero. La malattia dalla quale è da poco uscita non viene mai affrontata in modo diretto dalla Woolf, anzi pare quasi celata, con ostinazione e vergogna. Sembra quasi che Virginia voglia trasferire in Clarissa tutta la frustrazione che può sentire una donna bella e intelligente - tanto più d'alta società - in modo sottile, quasi nascosto. Eppure si sente tutto il dolore di quel "mostro, quell'odio come un formicolio lungo la schiena"; tutto il dolore della stessa Virginia Woolf - che nella realtà ha davvero tentato diverse volte il suicidio prima di riuscirci - e tutta la sua emancipata natura di donna. Si percepisce la frustrante abnegazione di Clarissa in quel ruolo al di sotto delle proprie possibilità.
E qui nasce l'alter-ego fantastico - o reale, che dir si voglia - di Septimus. La Woolf fa trovare sfogo di sé stessa, del proprio mostro, del proprio lato maschile, nella figura di Septimus.
Mentre Clarissa nasce da un continuo tendere alla perfezione dell'autrice - un personaggio che non poteva andare sgualcito, un personaggio che doveva rimanere immacolato, pur con tutta la frustrazione che si portava dentro - Septimus nasce dal diavolo interiore della Woolf.
Il libro si rompe - senza mai spezzarsi - in due parti, che hanno due figure centrali. I lunghi monologhi di Septimus, solo con sé stesso, e i lunghi discorsi interiori, frastagliati di ricordi, della perfetta donna di mondo, Clarissa Dalloway.
Septimus Warren Smith è un ex soldato scampato alla guerra, amante delle arti, della letteratura, dell'Inghilterra di Shakespeare: è sposato con Lucrezia, una donna italiana.
Smith, un cognome qualunque, lo dice la stessa Woolf. E quel Septimus, nome che cerca di ridare originalità al personaggio. Retaggi di tragedie shakespeariane dominano il suo contesto: la follia amletiana pervade Septimus, e quasi a un punto tocca anche Lucrezia, quasi pervasa - come Ofelia - dalla solitudine del marito, quasi complice di quella solitudine che diventa finalmente dualità - prima dell'estremo gesto suicida del marito.
Nel romanzo si trova spesso anche l'amore per le donne che contraddistingueva tanto la Woolf.
Clarissa, la donna insospettabile di macchie, la donna di mondo, d'alta classe e società, non nasconde a sé stessa di provare spesso attrazione per esponenti del proprio sesso.
Il rapporto ambiguo con Sally Seton pervade tutto il romanzo. Clarissa sembra eternamente affascinata da Sally, dal suo carattere ribelle, libertino, privo di regole; dal suo sangue francese, dai sigari che fumava a Bourton (cose che non si confacevano certo alle signore). Clarissa è affascinata da quel sentimento, come lo è la stessa Virginia, quel puro disinteressato amore. Ed è certa di aver provato l'ebbrezza di un amore puro insieme a Sally. E, tuttavia, perché oggi la rifiuta? Perché a quarant'anni non trova neanche più il tempo di andare a trovare la donna a Manchester? Solo perché ha sposato un uomo di basso rango?
Attenta a non sfigurare di quel poco il ruolo aristocratico di Clarissa - ma senza mai farla apparire antipatica - la Woolf rende la giusta coerenza al personaggio, troppo snob e pieno di sé per cedere a un vecchio amore con una donna - cosa che, in cuor suo, non avrebbe mai ammesso - per una gita a Manchester in casa di gente meno nobile.
In fondo Clarissa sposa Richard Dalloway e non Peter Walsh! Richard è un uomo ricco, nobile, con una buona posizione, ed è anche affascinante e di buon spirito e carattere. Mentre Peter è un uomo alla mano, pieno di spirito, intelligente, ma amante del vizio, dei viaggi e delle donne, privo di ogni interesse per l'alta società londinese. Potrebbe passargli accanto il Primo Ministro e neanche se ne accorgerebbe! E Clarissa provava un odio irrefrenabile verso quel Peter! Non si capacita di Peter, del suo modo di fare e del suo atteggiamento critico. Come non si capacita della signora Kilman, la brutta insegnante di storia della figlia Elizabeth.
La Kilman incarna in pieno la figura della società ecclesiastica-religiosa in voga a Londra. La credenza, il mistico sentimento, la fiducia in Dio e nella Provvidenza, che tanto trovano inattuale e irreale sia la Woolf che il suo naturale contro-altare Clarissa. Ed Elizabeth è la sua figliola, quella che tanto avrebbe voluto libera dalle catene della religione, e che si trova invischiata nelle grinfie della Kilman. La Kilman è tutto ciò che di brutto rappresenta la natura umana, così come il dottor Holmes, quello che Septimus usa definire la natura umana in senso dispregiativo. Quello da cui la sua lucida follia vuole fuggire, il dottore dell'umanità, il primo nemico dell'uomo, quello che vuole salvarlo, ma che lo insegue. E così pure il pessimo dottor Bradshaw, il colto, amato e rispettato medico che consiglia a Lucrezia di internare Septimus. Tutti quei dottori che vogliono fare di lui un dolente umano rinchiuso in un manicomio rappresentano la castrazione della specie umana. Quella sorta di tarpatura delle ali della libertà che tanto ci insegue dalla nascita, la limitazione del raggio d'azione, la legge che insegue il ribelle, e l'artista.
«Siamo tutti in carcere» mormorano Sally e Peter alla fine. Ed è proprio quello che vuol dare a intendere la Woolf.
Il carcere che Clarissa si è costruita, con la mascherata baldoria delle sue feste con l'alta società. Il cognome, la perdita d'identità, lei è diventata - o forse è sempre stata - la signora Dalloway. Come la stessa autrice che, perso il proprio cognome di Stephen col matrimonio, prende quello di Woolf. E proprio nel mezzo di questo grande carcere, nel mezzo della spietata festa che è costretta - ma nello stesso tempo è felice - di fare, la moglie del dottor Bradshaw annuncia a Clarissa la morte di un uomo. Un uomo, uno sconosciuto, forse un folle, è morto gettandosi dalla finestra. E Clarissa prova una specie di empatia, nessun tipo di dolore, né compassione, ma solo riconoscimento di sé stessa. È quello il giusto culmine del romanzo, il punto di connessione tra la natura di Clarissa e la follia di Septimus. Il punto che li unisce in un orgasmo di felicità. Ed è anche il punto di più intensa gioia per Clarissa il sapere della morte del misterioso sconosciuto. 
Septimus muore per sfuggire il passato, la morte di Evans - l'amico caduto in guerra - e la natura umana, nelle vesti dei due medici. Muore proprio nel momento in cui aveva ristabilito quel minimo di contatto che lo legava a Lucrezia. E porta con sé il suo dolore, e l'eterno patire della morte.
Forse verrà ricordato da qualcuno - e certamente durante la festa il suo nome assume le sembianze di una presenza inquietante - forse verrà dimenticato poco dopo i funerali.

## Edizioni italiane
- La signora Dalloway, trad. di Alessandra Scalero, Collana Il ponte, Milano, Arnoldo Mondadori Editore, 1946; Introduzione di Sergio Perosa, Mondadori, 1979 e 1989.
- La signora Dalloway, trad. di Nadia Fusini, Milano, Feltrinelli, 1993; ed. riveduta, in Romanzi, Collana I Meridiani, Milano, Arnoldo Mondadori Editore, 1998; nuova ed. rivista, Collana UEF. I Classici, Feltrinelli, maggio 2025, ISBN 978-88-079-0496-7.
- La signora Dalloway, trad. di Pier Francesco Paolini, Introduzione di Armanda Guiducci, Collana Grandi Tascabili Economici, Roma, Newton Compton Editori, ottobre 1992; Postfazione di Pietro Meneghelli, Collana Biblioteca Economica Newton, Roma, Newton Compton, 1996, ISBN 978-88-818-3819-6.
- La signora Dalloway, trad. di Laura Ricci Doni, Milano, SE, 1992-2022.
- La signora Dalloway in Bond Street, a cura di Anna Luisa Zazo, Collana Oscar Paralleli, Milano, Mondadori, 1993; Collana Oscar Scrittori del Novecento, Milano, Mondadori, 2000.
- La signora Dalloway, trad. di Anna Nadotti, Collana ET Classici, Torino, Giulio Einaudi Editore, 2012.
- La signora Dalloway, testo inglese a fronte, trad. di Marisa Sestito, Collana Letteratura Universale. Elsinore, Venezia, Marsilio Editori, 2012, ISBN 978-88-317-1145-6.
- La signora Dalloway, traduzione di Magda Indiveri, Collana I grandi classici, Liberamente, 2022, ISBN 978-88-631-1477-5.
- La signora Dalloway, traduzione di Giada Maria Sanfratello, Collana Young, Roma, Curcio, 2023, ISBN 978-88-686-8644-4.
- La signora Dalloway, traduzione di e cura di Paolo Bugliani, Prefazione di Annalena Benini, in Appendice i racconti sulla festa della signora Dalloway, Collana BUR Grandi Classici, Milano, Rizzoli, 2024, ISBN 978-88-171-8423-6.